# Hans Pavia Rosing
Hans Pavia Rosing (* 22. Juni 1948 in Nuuk; † 9. Juli 2018) war ein grönländischer Politiker (Siumut).

## Leben

### Frühe Jahre
Hans Pavia Rosing war der Sohn des Politikers Peter Lars Nikolaj Rosing (1912–1976) und seiner Frau Marie Ane Bodil Lynge (1911–2008). Über seine Mutter war er ein Enkel des Landesrats Niels Lynge (1880–1965). Sein älterer Bruder war der Intendant Peter Frederik Rosing (1940–2011). Seine Cousine war die Politikerin Benedikte Thorsteinsson (* 1950).
Hans Pavia Rosing machte 1965 seinen Realschulabschluss. Anschließend besuchte er von 1966 bis 1969 die Übersetzerschule in Kopenhagen, wo er Dänisch und Englisch studierte. 1970 schloss er eine EDV-Ausbildung ab.
Von 1975 bis 1979 war er Berater im Grönländischen Informationsverbund und dann ein Jahr Sekretariatschef. Danach leitete er die Informationsabteilung der grönländischen Regierung. Von 1980 bis 1986 war er zudem Präsident der Inuit Circumpolar Conference.
Am 19. Juli 1980 heiratete er die Oberlehrerin Esther Lynge (* 1954), Tochter des Böttchers Mikael Lars Pavia Tønnes Lynge (1909–1986) und seiner Frau Mina Charlotte Emilie Mølgård (1920–1994). Die Halbschwester ihres Vaters, Marie Helene Ketura Lynge (1882–1911), war die erste Ehefrau von Jonathan Petersen. Mit seiner Frau hatte Hans-Pavia Rosing die Söhne Jakob, Rasmus und Malik.

### Politikkarriere
Hans Pavia Rosing kandidierte erstmals bei der Parlamentswahl 1983 für einen Sitz im Inatsisartut und wurde gewählt. Im Jahr darauf kam es zu Neuwahlen, wobei er aus dem Parlament ausschied. Von 1984 bis 1998 war er Kassenwart der Siumut. Im Februar 1986 wurde er ohne Parlamentszugehörigkeit im Zuge einer kleinen Umverteilung als Wirtschaftsminister ins Kabinett Motzfeldt III berufen. Bei der Wahl 1987 wurde er wieder nicht ins Parlament gewählt, durfte seinen Ministerposten ab Juni 1987 aber auch im Kabinett Motzfeldt IV behalten. Kurz darauf kandidierte er bei der Folketingswahl 1987 und wurde ins Folketing gewählt, woraufhin er als Wirtschaftsminister ausschied. Bei der Folketingswahl 1988 wurde er wiedergewählt, ebenso wie 1990, 1994 und 1998. Bei der Parlamentswahl 1995 war er zudem Erster Stellvertreter von Ruth Heilmann. Nachdem er 2001 nicht mehr für das Folketing kandidiert hatte, trat er bei der Parlamentswahl 2002 an, wurde aber nicht gewählt. Anschließend beendete er seine politische Karriere und war ab 2005 als politischer Berater tätig.

### Ehrenämter
Hans Pavia Rosing hatte unzählige Ämter in Räten, Ausschüssen und Institutionen inne. Von 1973 bis 1977 war er Mitglied im Rat Junger Grönländer (Peqatigiit Kalaallit), davon ab 1974 als Vizevorsitzender. 1975 gründete er das World Council of Indigenous Peoples mit, wo er von 1977 bis 1980 Vorstandsmitglied war. Von 1975 bis 1977 war er Aufsichtsratsmitglied im grönländischen Beratungsbüro Pooq in Kopenhagen. Zeitgleich war er auch Vorstandsmitglied in Det Grønlandske Hus in Kopenhagen, wo er von 1988 bis 1996 Vorsitzender war. Von 1982 bis 1986 war er Aufsichtsratsmitglied beim Grönländischen Verlag. Von 1983 bis 1984 war er Mitglied der Kommission für Wissenschaftliche Untersuchungen in Grönland. Von 1983 bis 1984 war er Mitglied der Grönländischen Gesundheitsverwaltung. Von 1983 bis 1986 war er Aufsichtsratsmitglied bei Grønlandsfly und von 1988 bis 1991 war er Aufsichtsratsvorsitzender der Grönländischen Gerberei (Kalaallit Nunaata Ammerivia/Great Greenland). Von 1988 bis 1991 war er Mitglied der Weltnaturschutzunion und von 1989 bis 1992 bei den Parliamentarians for Global Action. Von 1994 bis 2000 war er Mitglied im Komitee Natur und Volk im Norden. Ab 1995 war er Mitglied der Peary-Land-Stiftung. Von 1995 bis 1998 war er Aufsichtsratsmitglied der Knud Rasmussenip Højskolia. Ab 1997 war er Mitglied im Komitee von Grönlands Kulturhaus Katuaq. Außerdem war er Mitglied der Grönlandsstiftung, der grönländisch-dänischen Kulturstiftung und Vorsitzender der dänisch-grönländischen Delegation bei der Conference of Parliamentarians of the Arctic Region.

### Kulturelles Engagement
1965 war er Coautor des Schauspiels Fiasko 65. 1976 schrieb er den Fernsehfilm Den Blåøjede Satan mit, bei dem er auch die Hauptrolle spielte. Von 1972 bis 1977 war er Leiter des grönländischen Chors MIK und von 1978 bis 1984 Vorsitzender des Chors NIPE, den er selbst mitgegründet hatte.
1985 erhielt er den Grönländischen Friedenspreis. Am 27. Dezember 2007 erhielt er den Nersornaat in Silber.
Er verstarb am 9. Juli 2018 im Alter von 70 Jahren an durch einen Thrombus verursachten Komplikationen.